# John Dean
John Wesley Dean III, född 14 oktober 1938 i Akron, Ohio, är en amerikansk jurist som tjänstgjorde som juridisk rådgivare till president Richard Nixon från juli 1970 till 30 april 1973.
I egenskap av rådgivare vid Vita huset kom Dean att bli djupt involverad i de händelser som ledde fram till Watergateaffären och den mörkläggning som företogs därefter. Det framkom senare att Dean hade varit en av initiativtagarna till mörkläggningen. Han åtalades för flera olika brott i samband med Watergateaffären, men genom att agera nyckelvittne åt åklagarsidan vid den påföljande rättegången kunde han få sitt fängelsestraff reducerat.
Dean är idag författare och kolumnist och kommenterar samtida amerikansk politik. Han är starkt kritisk mot konservatism och republikanska partiet, och hävdar att president Bush borde ställas inför riksrätt för att ha invaderat Irak på lögnaktiga grunder.

### Fotnoter
1. ↑  Matthew Rothschild. Intervju med John Dean. The Progressive Magazine 20 maj 2006.